# Били Фъри
Били Фъри (на английски: Billy Fury) е артистичният псевдоним на английския певец Роналд Уикърли. Пикът в кариерата му е от края на 50-те до средата на 60-те, като остава деен автор на песни до 80-те.
Издава първия си хит сингъл, Maybe Tomorrow, през 1959 г. Фъри е една от първите рокендрол (и кино-) звезди на Великобритания, като през 60-те се изравнява с Бийтълс по хитове (24) и прекарва 332 седмици в британските класации за музика, но няма номер едно албум или песен.
Журналистът от Олмюзик Брус Едър се изказва така: „Неговият микс от нешлифована, приятна външност и ненатрапчива мъжественост, комбиниран с вътрешната му уязвимост; всичко това представено с хубав глас и като цяло солиден талант за музиката, помага на Фъри да пробие рокендрол сцената за кратко време“. Според други, бързото издигане на Фъри е последствие от „влиянието на Елвис Пресли, движението на бедрата и, отчасти, силно провокативното му сценично поведение“.
Фъри умира на 42 години в дома си в Лондон след сърдечен инфаркт, вследствие на ревматична треска, от която е засегнат от ранна възраст.

## Избрана дискография

### Студийни албуми
- The Sound of Fury (1960)
- Billy Fury (1960)
- Halfway to Paradise (1961)
- Billy (1963)
- The Golden Years (1979)
- The One and Only (1983)
- Memories (1983)